# کروالکوره
کروالکوره (به ایتالیایی: Crevalcore) یک کومونه در ایتالیا است که در استان بولونیا واقع شده‌است.

## خصوصیات
کروالکوره ۱۰۲ کیلومترمربع مساحت و ۱۳٬۱۲۷ نفر جمعیت دارد و ۲۰ متر بالاتر از سطح دریا واقع شده‌است.